# Nikodim (Bokov)
Nikodim (světským jménem: Nikolaj Pavlovič Bokov; 17. ledna 1850, Kupli – 13. března 1914, Astrachaň) byl ruský duchovní Ruské pravoslavné církve a biskup astrachaňský a jenotajevský.

## Život
Narodil se 17. ledna 1850 ve vesnici Kupli Tambovské gubernie.
Studoval na Tambovském duchovním semináři a roku 1872 se stal psalomščikem a učitelem ve vesnici Kopyla.
Dne 8. listopadu 1873 byl rukopoložen na jereje a určen do služby ve farnosti vesnice Kulajevo. Poté sloužil v Kazaňském katedrálním chrámu a jako předseda správy eparchiální dílny na svíčky.
Roku 1887 ovdověl a nastoupil na Kazaňskou duchovní akademii, kterou dokončil roku 1891.
Dne 15. srpna 1891 byl jmenován inspektorem Tulského duchovního semináře a 6. října byl postřižen na monacha se jménem Nikodim.
Dne 28. února 1893 byl povýšen na archimandritu a 1. března byl jmenován rektorem Simbirského duchovního semináře.
Roku 1895 jej Nejsvětější synod zvolil biskupem sarapulským a vikářem vjatské eparchie. Dne 25. července 1895 proběhla v chrámu Svaté Trojice Alexandro-Něvské lávry jeho biskupská chirotonie. Světiteli byli metropolita petrohradský Palladij (Rajev), arcibiskup finský Antonij (Vadkovskij), arcibiskup chersonský Iustin (Ochotin), biskup narvský Nikandr (Molčanov) a biskup gdovský Nazarij (Kirillov).
Dne 17. prosince 1900 byl ustanoven biskupem priamurským a blagověščenským.
Dne 3. listopadu 1906 se stal biskupem rjazaňským a zarajským, který byl do 25. července 1911, kdy se stal biskupem polockým a vitebským.
Od 8. března 1913 působil jako biskup astrachaňský a jenotajevský.
Zemřel 13. března 1914 v Astrachani. Pohřben byl v nižším chrámu svatého Vladimíra katedrálního chrámu Zesnutí přesvaté Bohorodice v Astrachani.